# Miguel Albarracín
Miguel Ángel Albarracín (* 8. června 1981) je bývalý argentinský zápasník – judista.

## Sportovní kariéra
S judem začínal v 6 letech v Rosariu v provincii Santa Fe. Vrcholově se připravoval v Buenos Aires ve sportovním tréninkovém centru CeNARD pod vedením Tigrana Karganjana. V argentinské mužské reprezentaci se pohyboval od roku 2001 v superlehké váze do 60 kg. V roce 2004 obsadil panamerickou kontinentální kvótu pro start na olympijských hrách v Athénách. V úvodních dvou kolech měl štěstí na hratelné soupeře, ve čtvrtfinále však nastoupil proti Japonci Tadahiro Nomurovi. S obhájcem zlaté olympijské medaile prohrál po 14 sekundách na ippon technikou o-uči-gari.
V roce 2007 zvítězil na Panamerickách hrách v Riu. V roce 2008 startoval na svých druhých olympijských hrách v Pekingu, kde nestačil v úvodním kole na formu Jihokorejce Čchö Min-hoa. Od roku 2009 startoval v pololehké váze do 66 kg. S reprezentací se rozloučil v roce 2011 s novými pravidly juda, které zakázaly chvaty s úchopem od pasu dolů. Sportovní kariéru ukončil v roce 2015.

## Výsledky
| Turnaj                  | 2001            | 2002            | 2003            | 2004            | 2005            | 2006            | 2007            | 2008            | 2009      | 2010      |
| Turnaj                  | 20              | 21              | 22              | 23              | 24              | 25              | 26              | 27              | 28        | 29        |
| Turnaj                  | superlehká váha | superlehká váha | superlehká váha | superlehká váha | superlehká váha | superlehká váha | superlehká váha | superlehká váha | pololehká | pololehká |
| ----------------------- | --------------- | --------------- | --------------- | --------------- | --------------- | --------------- | --------------- | --------------- | --------- | --------- |
| Olympijské hry          |                 |                 |                 | úč.             |                 |                 |                 | úč.             |           |           |
| Mistrovství světa       | —               |                 | úč.             |                 | úč.             |                 | úč.             |                 | úč.       | —         |
| Panamerické hry         |                 |                 | 3.              |                 |                 |                 | 1.              |                 |           |           |
| Panamerické mistrovství | 3.              | 3.              | —               | úč.             | 1.              | 5.              | 3.              | 2.              | 2.        | —         |
| Jihoamerické hry        |                 | 2.              |                 |                 |                 | 1.              |                 |                 |           | 5.        |